# Luhov (zámek)
Luhov je zámek ve stejnojmenné vesnici u Líšťan v okrese Plzeň-sever. Postaven byl v sousedství zaniklé tvrze okolo roku 1780 Marií Annou Steinbachovou. Zámecký areál je včetně hospodářských budov, soch a tvrziště chráněn jako kulturní památka ČR.

## Historie
První písemná zmínka o luhovské tvrzi pochází z roku 1367. Patřila chotěšovskému klášteru, kterému náležela část vesnice. Zbývající část byla v majetku drobné šlechty. Před rokem 1420 získal tvrz do zástavy Protiva z Netunic a roku 1431 byli jejími majiteli bratři Jan starší a Jan mladší z Úlic. Jeden z nich na tvrzi sídlil ještě roku 1446. Jeho synové Lvík a Markvart drželi Luhov roku 1456 společně, ale roku 1482 byl jediným majitelem Lvík. V roce 1496 chotěšovský probošt vyplatil zástavu a klášteru potom vesnice patřila až do roku 1576. Výjimkou bylo jisté období od roku 1546, kdy ji klášter zastavil Stříbru. Nevyužívaná tvrz během šestnáctého století zpustla.
Novým majitelem vesnice se roku 1576 stal Oldřich z Říčan a na Pňovanech. K Pňovanům potom Luhov patřil až do roku 1638, kdy se stal znovu samostatným panstvím. Mezitím se roku 1526 stala majitelkou Anna Alžběta Příchovská z Janovic a v roce 1638 Bartoloměj Stehlík z Čenkova. Jeho rodině vesnice spolu s blízkou Třebobuzí patřila do roku 1676, kdy ji koupili Steinbachové z Kranichsteinu. Ti z Luhova vytvořili centrum malého panství, ke kterému patřily ještě Dolany a Hracholusky.
Marie Anna Steinbachová se roku 1779 provdala za Maria Bořka Dohalského a po roce 1780 nechala v Luhově postavit nový barokní zámek. Dohalští z Dohalic panství rozšířili roku 1796 o Pňovany, roku 1799 o Líšťany a roku 1804 přikoupili ještě Lipno. Vznikl tak alodiální statek Luhov–Líšťany, který roku 1825 po Marii Anně Dohalské zdědil Václav Perglar z Perglasu. Součástí panství Luhov zůstal do roku 1853, po kterém se v jeho držení vystřídala řada majitelů. Posledním soukromým majitelem byl lékař Rudolf Jaksch z Wartenhorstu, kterému zámek patřil do jeho smrti v roce 1946. Ve druhé polovině dvacátého století v zámeckém areálu hospodařil státní statek a od roku 1980 ho využíval podnik TJ Uhelné sklady jako rekreační středisko. Koncem dvacátého století zámek chátral. V roce 1996 získali zámek manželé Marie a Petr Němcovi a v roce 2006 byl objekt po desetileté rekonstrukci zpřístupněn veřejnosti.

## Stavební podoba

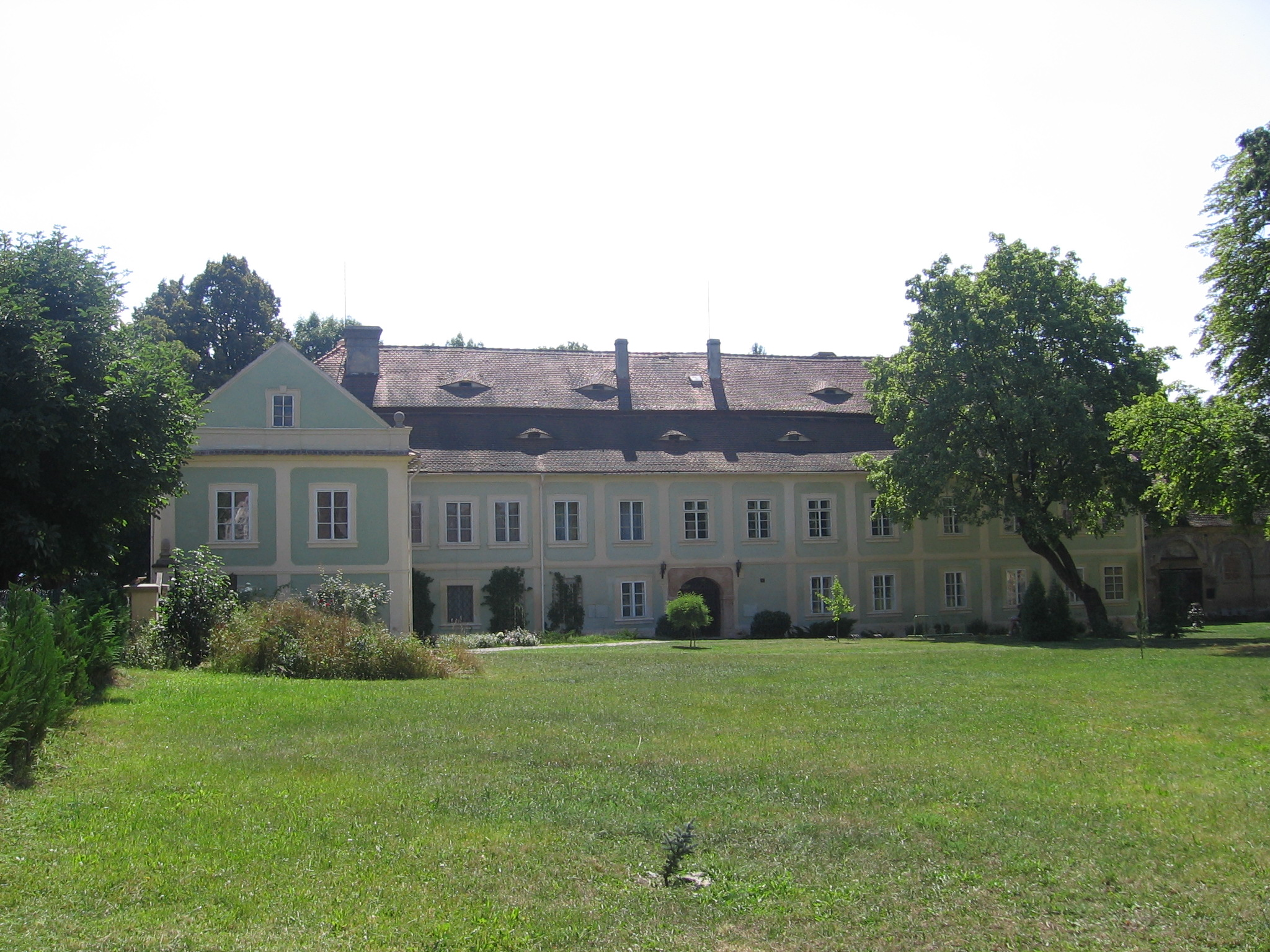
Severní průčelí

Ze staré tvrze se dochovalo pouze tvrziště v podobě ostrůvku o průměru 35 metrů, který je obklopen vodním příkopem širokým 15–25 metrů. K památkově chráněnému areálu patří také stáje, park s ohradní zdí, budova sýpky s dochovaným renesančním sgrafitem a řada poškozených soch, které jsou uložené v jedné z hospodářských budov.
Do zámeckého areálu vedla brána se znaky Dohalských z Dohalic a Steinbachů, ale v padesátých letech dvacátého století byla zbořena. Jednopatrová zámecká budova má půdorys ve tvaru písmene L. Fasády jsou členěné lizénami a obdélnými okny. Ke středu delšího křídla přiléhá přístavek s kaplí vysvěcenou roku 1784. Její interiér osvětlují kasulová okna a zdobí nástropní fresky. Uvnitř zámku jsou přízemní místnosti zaklenuté valenými a plackovými klenbami.

## Přístup
Zámek je přístupný v návštěvních hodinách.